# Molestia molesta
Molestia molesta (Tao, Li & Zhu, 1995) è un ragno appartenente alla famiglia Linyphiidae.
È l'unica specie nota del genere Molestia.

## Distribuzione
La specie è stata rinvenuta in Cina, nella provincia di Jilin, all'interno della catena montuosa del Changbai Shan.

## Tassonomia
Per la determinazione delle caratteristiche della specie tipo sono tenute in considerazione le analisi sugli esemplari di Lepthyphantes molestus Tao, Li & Zhu, 1995.
Dal 2006 non sono stati esaminati esemplari, né sono state descritte sottospecie al 2012.